# ニキタ・マガロフ
ニキタ・ディミトリエヴィチ・マガロフ（Nikita Dimitrievich Magaloff, *1912年2月8日 サンクトペテルブルク - †1992年12月26日 ヴヴェイ）は、スイスやフランスを拠点に活躍した世界的ピアニスト。出身地とロシア語風の氏名により、一般にロシア人と認知されているが、マガロフ家はロシア化したグルジア貴族の家系であり、元来はマガラシヴィリ（Magalashvili）という姓であった。ニキータ・マガロフとも表記。

## 経歴
サンクトペテルブルクでグルジア-ロシア系貴族の家に生まれる。1918年に家族とロシアを離れ、最初にフィンランドに移民し、後にパリへ移った。そのパリでイシドール・フィリップについて学ぶ。高名なヴァイオリニストのヨーゼフ・シゲティの伴奏者を務めたことが縁でその娘婿となり、ジュネーヴ湖畔に住まいを構えた。1949年に畏友ディヌ・リパッティが病に倒れると、その後任教授として1960年までジュネーヴ音楽院に勤め、マリア・ティーポやライオネル・ログ、マルタ・アルヘリチらを育成した。また、彼の友人にはモーリス・ラヴェルやセルゲイ・プロコフィエフがいる。同世代が戦災によって次々と失われたおかげで1910年代の貴重な遺産と讃えられるようになり、彼のもとへプライベート門下生が次々と殺到した。1960年代以後も、教師や審査員として数々の俊才を世に送り出していた。
マガロフの洗練された演奏様式は、旧師イシドール・フィリップの薫陶によって育まれた、優雅で折り目正しい趣味のよさが特徴的である。しかしながらフィリップやパッハマンの世代の過度なロマン主義は退けており、かといってコルトーのようなデフォルメにも走らない。リストのパガニーニ練習曲第1曲「トレモロ」の冒頭を、音符通りにそのまま弾いてしまう新即物主義に属しているはずなのに、色彩感の喪失は見られなかった。マガロフは過去のピアニストが手放したメンデルスゾーンやウェーバーも好んで取り上げており、硬軟取り混ぜたプログラミングで飽きさせなかった。

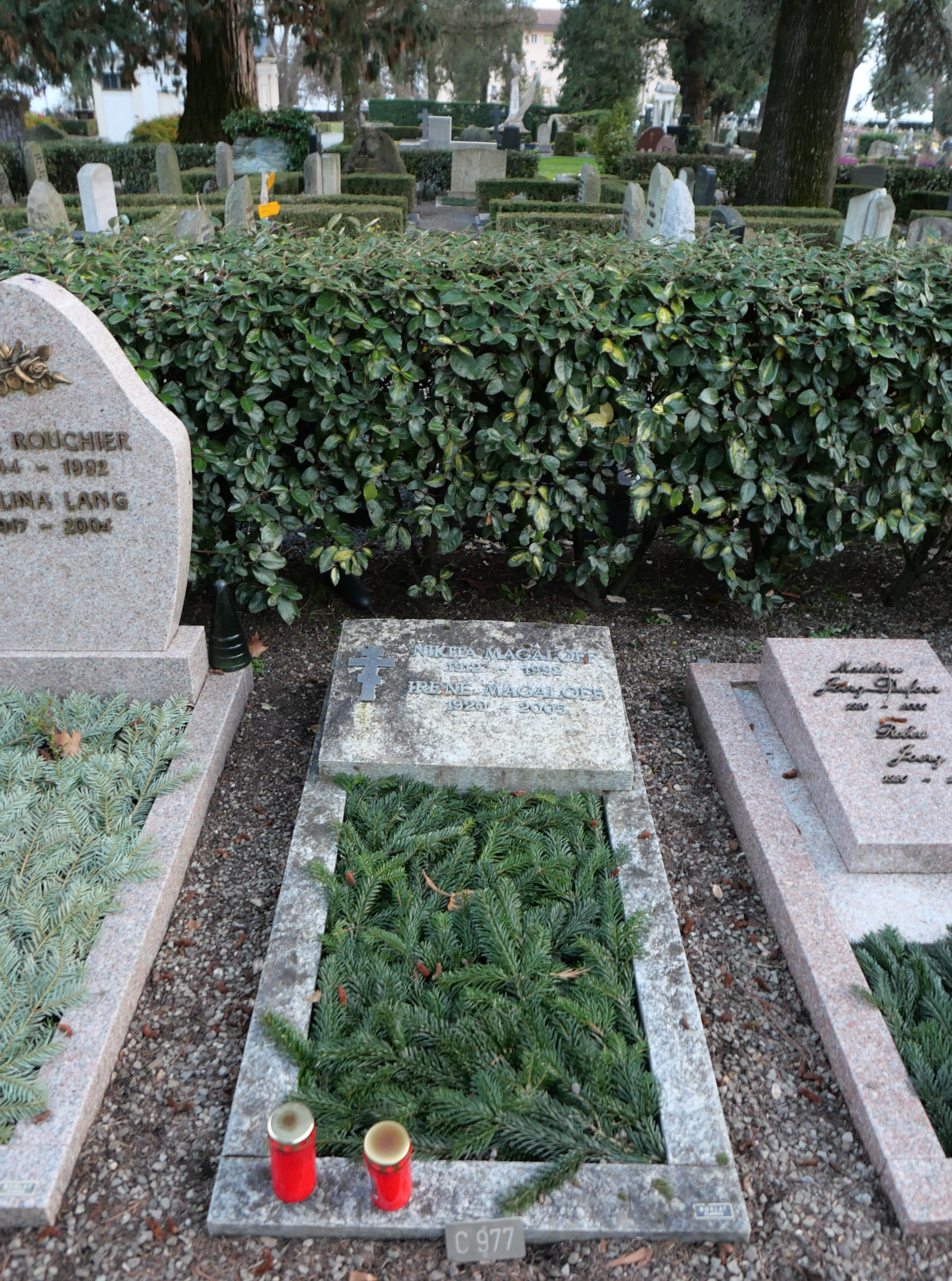
2024年の墓。

晩年になるにつれてマガロフの演奏様式に変化が見られ、表現に情熱と柔軟な生命力が漲るようになり、壮年期と同じ打鍵水準を保って演奏や録音に取り組むようになった。音色のきらびやかさは保たれたものの、1990年代の指廻りは年齢のせいかやや苦しかった。それでも生涯を通じて、高潔な表現と自然な情感、ゆっくりとしたテンポ設定、作品と作曲者に奉仕しようとする姿勢といった特徴は保たれており、自分の演奏について「叩くのではなく音をすくい上げる」と特徴づけた発言も有名である。
マガロフは、義父のジョセフ・シゲティと義母のワンダ、旧姓オストロフスカ（1895～1969）の墓から数メートル離れたクラレン・モントルー墓地に終の埋葬地を見つけた。 彼の妻イレーネ・シゲティ（1920-2005）は彼の傍らに埋葬されました。

## ディスコグラフィー
ソリストとしては戦後になって有名になった大器晩成型の演奏家であり、とりわけショパンのピアノ曲全集の録音（1974-78、Philips）で名高い。これは優秀なステレオ録音の効果も相俟って、美音と優雅さをたたえたマガロフの抒情的な演奏様式を何よりも実証するものとなっている。またこの企画は、最初のショパンの全曲録音の試みとしても歴史的意義をもつものであった。全曲が「マガロフ版」であってオーセンティックではないといった類の批判も出されたものの、感傷性や過剰な演出を排した端正な表現や、作品のテクスチュアを明晰に炙り出した点にマガロフの個性や、義父シゲティからの影響力が認められる。またショパン弾きとしてのマガロフは、「フォンタナ版」より自筆稿に従って演奏することを好んでいた。幻想即興曲を自筆譜の献呈稿を使用して演奏している点は見逃せない。
ショパンのほかにモーツァルトやベートーヴェン、ウェーバー、メンデルスゾーン、シューマン、フォーレ、ラヴェル、ストラヴィンスキーと相性がよく、なかでもストラヴィンスキーの管楽器とピアノのための《カプリッチョ》をエルネスト・アンセルメ指揮スイス・ロマンド管弦楽団を世界で初めて録音した。まとまった録音は2017年にDeccaによって復刻されたが、こぼれている録音も相当数ある。

## エピソード
マガロフがジャチント・シェルシの作品の世界初演者であることは、あまり知られていない。マガロフは特定のメーカーとの結びつきはなかったが、ベーゼンドルファーインペリアルを使った自動ピアノ演奏プロジェクトに参加している。